# Поду-луй-Паул
Поду-луй-Паул (рум. Podu lui Paul) — село у повіті Алба в Румунії. Адміністративно підпорядковане місту Златна.
Село розташоване на відстані 289 км на північний захід від Бухареста, 25 км на захід від Алба-Юлії, 79 км на південь від Клуж-Напоки.

## Населення
За даними перепису населення 2002 року у селі проживали 98 осіб. Рідною мовою 97 осіб (99,0%) назвали румунську.
Національний склад населення села:
| Національність | Кількість осіб | Відсоток |
| -------------- | -------------- | -------- |
| румуни         | 81             | 82,7%    |
| цигани         | 16             | 16,3%    |